# Ginnastica ai Giochi della VIII Olimpiade - Volteggio al cavallo
La competizione del  volteggio al cavallo di Ginnastica artistica dei Giochi della VIII Olimpiade si è svolta allo stadio di Colombes dal 17 al  20 luglio 1924.

## Risultati
| Pos.    | Atleta              | Nazione        | Punteggio |
| ------- | ------------------- | -------------- | --------- |
| Oro     | Frank Kriz          | Stati Uniti    | 9,980     |
| Argento | Jan Koutný          | Cecoslovacchia | 9,970     |
| Bronzo  | Bohumil Mořkovský   | Cecoslovacchia | 9,930     |
| 4       | Leon Štukelj        | Jugoslavia     | 9,910     |
| 5       | Max Wandrer         | Stati Uniti    | 9,850     |
| 6       | Janez Porenta       | Jugoslavia     | 9,760     |
| 7       | Ferdinando Mandrini | Italia         | 9,750     |
| 7       | Miroslav Klinger    | Cecoslovacchia | 9,750     |
| 9       | Robert Pražák       | Cecoslovacchia | 9,730     |
| 10      | Ladislav Vácha      | Cecoslovacchia | 9,700     |
| 11      | Al Jochim           | Stati Uniti    | 9,580     |
| 11      | Curtis Rottman      | Stati Uniti    | 9,580     |
| 13      | Albert Séguin       | Francia        | 9,450     |
| 14      | Luigi Cambiaso      | Italia         | 9,370     |
| 15      | Bedřich Šupčík      | Cecoslovacchia | 9,330     |
| 16      | Thomas Hopkins      | Gran Bretagna  | 9,220     |
| 17      | August Güttinger    | Svizzera       | 9,080     |
| 18      | Jean Gounot         | Francia        | 9,000     |
| 19      | Harold Brown        | Gran Bretagna  | 8,920     |
| 20      | Léon Delsarte       | Francia        | 8,770     |
| 21      | Luigi Maiocco       | Italia         | 8,750     |
| 22      | Henry Finchett      | Gran Bretagna  | 8,450     |
| 23      | Jean Gutweninger    | Svizzera       | 8,370     |
| 24      | Otto Pfister        | Svizzera       | 8,330     |
| 25      | Georges Miez        | Svizzera       | 8,170     |
| 26      | Stane Derganc       | Jugoslavia     | 8,000     |
| 27      | Émile Munhofen      | Lussemburgo    | 7,780     |
| 28      | Mihael Oswald       | Jugoslavia     | 7,716     |
| 29      | Frank Safandra      | Stati Uniti    | 7,660     |
| 29      | Jacques Palzer      | Lussemburgo    | 7,660     |
| 31      | John Mais           | Stati Uniti    | 7,580     |
| 32      | John Pearson        | Stati Uniti    | 7,500     |
| 33      | François Gangloff   | Francia        | 7,430     |
| 34      | Mario Lertora       | Italia         | 7,320     |
| 35      | Jaakko Kunnas       | Finlandia      | 7,230     |
| 35      | Mikko Hämäläinen    | Finlandia      | 7,230     |
| 37      | Akseli Roine        | Finlandia      | 7,220     |
| 38      | Aarne Roine         | Finlandia      | 7,170     |
| 39      | Stane Žilič         | Jugoslavia     | 7,150     |
| 40      | André Higelin       | Francia        | 7,130     |
| 41      | Giuseppe Paris      | Italia         | 7,080     |
| 41      | Hans Grieder        | Svizzera       | 7,080     |
| 43      | Rudolph Novak       | Stati Uniti    | 7,000     |
| 43      | Otto Suhonen        | Finlandia      | 7,000     |
| 45      | Vittorio Lucchetti  | Italia         | 6,900     |
| 46      | Josef Wilhelm       | Svizzera       | 6,870     |
| 47      | Väinö Karonen       | Finlandia      | 6,500     |
| 48      | Théo Jeitz          | Lussemburgo    | 5,850     |
| 49      | Josip Primožič      | Jugoslavia     | 5,750     |
| 50      | Albert Neumann      | Lussemburgo    | 5,680     |
| 51      | Eugène Cordonnier   | Francia        | 5,630     |
| 52      | Charles Quaino      | Lussemburgo    | 5,580     |
| 53      | Giorgio Zampori     | Italia         | 5,500     |
| 54      | Joseph Huber        | Francia        | 5,420     |
| 55      | Albert Spencer      | Gran Bretagna  | 5,150     |
| 56      | Stanley Leigh       | Gran Bretagna  | 5,070     |
| 57      | Francesco Martino   | Italia         | 4,830     |
| 57      | Carl Widmer         | Svizzera       | 4,830     |
| 59      | Samuel Humphreys    | Gran Bretagna  | 4,600     |
| 60      | Mathias Erang       | Lussemburgo    | 3,850     |
| 61      | Rastko Poljšak      | Jugoslavia     | 3,616     |
| 62      | Stane Hlastan       | Jugoslavia     | 3,400     |
| 63      | Frank Hawkins       | Gran Bretagna  | 3,270     |
| 64      | Eetu Kostamo        | Finlandia      | 3,170     |
| 65      | Pierre Tolar        | Lussemburgo    | 2,000     |
| 66      | Eevert Kerttula     | Finlandia      | 1,170     |
| 67      | Arthur Hermann      | Francia        | 0,000     |
| 67      | Antoine Rebetez     | Svizzera       | 0,000     |
| 67      | Edward Leigh        | Gran Bretagna  | 0,000     |
| 67      | Mathias Weishaupt   | Lussemburgo    | 0,000     |